# Adam Gussow
Adam Gussow est un harmoniciste et écrivain américain jouant du Blues.

## Biographie
Adam Gussow est l'auteur de cours d'harmonica sur Youtube.

## Œuvres

### Discographie
- Satan and Adam, Harlem Blues
- Satan and Adam, WORD ON THE STREET
- Adam Gussow and Charlie Hilbert, LIVE IN KLINGENTHAL
- Adam Gussow and Charlie Hilbert, BLUES CLASSICS
- Nat Riddles and Charlie Hilbert, EL CAFÉ STREET LIVE!
- Adam Gussow and Ben Bouman, “Stone Fox Breakdown”